# Cratere Bowen
Bowen è un cratere lunare di 8,09 km situato nella parte nord-orientale della faccia visibile della Luna.